# Dickinova medalja
Dickinova medalja (angleško The Dickin Medal) je visoko britansko odlikovanje, ki ga prejmejo živali za izkazano hrabrost in za zasluge v vojni oz. policijski službi. Včasih poimenujejo to priznanje kot živalski Viktorijin križec. 
Odlikovanje je leta 1943 ustanovila Maria Dickin, ki je v obliki bronastega medaljona z napisoma: Za galantnost in Mi tudi služimo z vencem na traku zelene, temnorjave in svetlomodre barve. Dickinova je bila ustanovitevljica Ljudskega zatočišča za bolne živali (People's Dispensary for Sick Animals; PDSA), britanske dobrodelne organizacije na področju zaščite živali. V letih 1943-49 je odlikovanje prejelo 32 golobov, 18 psov, 3 konji in mačka za zasluge med drugo svetovno vojno. 
Odlikovanje so ponovno podelili šele leta 2002 in sicer trem psom, ki so pomagali pri iskanju pogrešanih po napadih 11. septembra 2001 in dvema psoma, ki sta služila z britanskimi silami v BiH in Iraku. 
Prvi prejemniki odlikovanja v decembru 1943 so bili trije golobi pismonoše, ki so omogočili rešitev posadk sestreljenih letal RAF. Zadnji prejemnik odlikovanje je pes Treo, črni labradorec, ki se je odlikoval pri odkrivanju orožja in streliva v Afganistanu. As of February 2011, the Dickin Medal has been awarded 63 times.